# Jan Wenzel Schmidt
Jan Wenzel Schmidt (* 8. Oktober 1991 in Magdeburg) ist ein deutscher Politiker (AfD). Er war von 2016 bis 2021 Abgeordneter im Landtag von Sachsen-Anhalt und ist seit Oktober 2021 Mitglied des Deutschen Bundestages.

## Leben
Schmidt schloss seine Hochschulreife 2012 an der Berufsbildenden Schule „Otto von Guericke“ in Magdeburg ab. Er ist gelernter Kaufmann im Einzelhandel, selbständiger Unternehmer und geprüfter Handelsfachwirt.
Schmidt ist verheiratet und hat zwei Kinder.

## Politik
Schmidt war von 2015 bis 2021 Landesvorsitzender der AfD-Jugendorganisation Junge Alternative in Sachsen-Anhalt und wurde 2016 in den Landtag von Sachsen-Anhalt gewählt. Er war im März 2016 „Redner und Ehrengast“ bei einer öffentlichen Versammlung der Identitären Bewegung in Wernigerode. Im Folgemonat besuchte er eine Kerzenaktion der Identitären Bewegung im Harz. Später frequentierte er Veranstaltungen der Identitären Bewegung Halle und deren Hausprojekt.
Im April 2016 wurde bekannt, dass Schmidt in seinem Wahlkreisbüro Stefan Träger beschäftigt, der von der NPD 2009 als Bundestagskandidat aufgestellt wurde. Träger habe sich nach eigener Aussage von der NPD distanziert. Schmidt gab ihm als Aussteiger der rechtsextremen Szene eine zweite Chance, weil er seine wissenschaftliche Qualifikation schätze.
Nach der Einstufung des Flügels durch das Bundesamt für Verfassungsschutz im März 2020 als rechtsextreme Gruppierung, die nun beobachtet wird, sagte Wenzel: „Ein Großteil“ der AfD-Mitglieder in Sachsen-Anhalt unterstütze die politischen Positionen der Gruppierung. Für die Themen, die der Flügel anspreche, gäbe es im Land besonders viele Unterstützer.
Schmidt war Obmann der AfD-Fraktion im 18. Parlamentarischen Untersuchungsausschuss. Aufgrund seiner parlamentarischen Anfrage im Jahre 2019 wurde aufgedeckt, dass die Lottogesellschaft Sachsen-Anhalts die Verpflichtung zur Sportwetten-Konzession verletzt hatte. Dies führte zur Kündigung der Geschäftsführerin. Der Untersuchungsausschuss deckte mehrere Interessenskonflikte bei der Fördermittelvergabe der Lottogesellschaft auf.
Bei der Bundestagswahl 2021 kandidierte Schmidt im Wahlkreis Börde – Jerichower Land; er wurde über Platz 2 der Landesliste der AfD Sachsen-Anhalt in den Deutschen Bundestag gewählt.
Von 2022 bis 2025 war er Generalsekretär der AfD Sachsen-Anhalt.
Im Oktober 2022 wurde bekannt, dass Schmidt Mario Müller, einen Rechtsextremisten, mehrfach verurteilten Gewalttäter und Funktionär der rechtsextremen Identitären Bewegung, als wissenschaftlichen Mitarbeiter in seinem Bundestagsbüro beschäftigt. Ähnlich wie in der Causa Stefan Träger rechtfertigte Schmidt sich mit der Aussage, dass jeder Mensch eine zweite Chance verdiene. Müller nahm Ende 2023 an einem konspirativen Treffen von Rechtsextremen in Potsdam teil, bei dem Financiers und Vertreter von AfD, Identitärer Bewegung und des Vereins Werteunion die millionenfache Zwangsaussiedlung von als nichtdeutsch wahrgenommenen Staatsbürgern diskutierten. Ebenso beschäftigt Wenzel Schmidt seit 2024 den bekannten Rechtsextremisten Christian Lüth. Dieser wurde 2020 als Pressesprecher der AfD-Bundestagsfraktion gekündigt, nachdem er die Ermordung von Migranten vorgeschlagen hatte. Der AfD-Fraktionsvorstand sah sich auf Nachfrage nicht zuständig für die Personalie.
Schmidt kandidierte bei der Bundestagswahl 2025 für den Bundestagswahlkreis Börde – Salzlandkreis und gewann das Direktmandat mit 43,2 Prozent der Erststimmen.